# Schlacht auf den Katalaunischen Feldern
Die Schlacht auf den Katalaunischen Feldern fand im Jahre 451 n. Chr. zwischen den Römern unter Flavius Aëtius und den Westgoten unter Theoderich I. einerseits und den Hunnen unter Attila und den Ostgoten andererseits statt. Sie fand im heutigen Nordostfrankreich in der Nähe der heutigen Stadt Châlons-en-Champagne statt. Die Schlacht wird mehrheitlich auf den 20. Juni des Jahres 451 datiert, eine Minderheit vertritt das Datum 20. September. Das römisch-westgotische Heer besiegte die Hunnen unter hohen Verlusten und zwang sie zum Rückzug aus Gallien.
Die Schlacht galt früher als ein Höhepunkt der Verteidigung des römischen Westens gegen die Hunnen. Die moderne Forschung betont hingegen, dass sich damals zwei bunt gemischte Bündnisse gegenüberstanden, und versteht die Ereignisse oft eher als Machtkampf zwischen den beiden Rivalen Attila und Aëtius.

## Heere

Diese Grafik zeigt die Marschrouten, die von den Hunnen wahrscheinlich bei ihrer Invasion Galliens 451 benutzt wurden

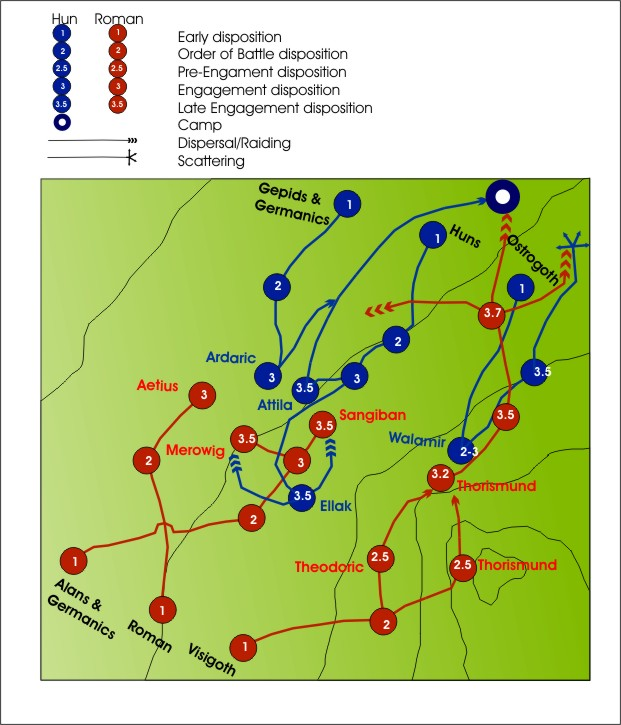
Rekonstruktionsversuch des Verlaufs der Schlacht